# John Haugland
John Haugland, né le 23 septembre 1946 à Stavanger, est un pilote automobile norvégien de rallyes.

## Biographie
Sa carrière de pilote en compétition automobile s'étale de 1965 à 1990 (à près de 45 ans), avec une apparition en rallyes à partir de 1970 (pilote officiel dès 1971) après cinq années passées sur circuits.
Il effectue 27 départs en WRC, entre 1973 et 1990, terminant le rallye de Suède 7e en 1975, 8e en 1973, et 9e en 1979, et s'illustrant également au rallye des 1000 lacs 1977 avec une 10e place sur . Il a notamment Fred Gallagher pour copilote en 1975 et 1976.
L'ensemble de sa carrière s'est effectuée sur Škoda (dont il fut à l'époque concessionnaire dans son pays), du modèle 110L au modèle Favorit, exceptions faites en 1978 et 1979.
Il dirige désormais une école de conduite pour rallyes d'hiver dans son pays, qui a entre autres formé Petter Solberg.

## Palmarès
- Triple vainqueur du rallye de Tchéquie, en 1976, 1979 et 1980 (sur Škoda 130 RS, les deux dernières fois avec le suédois Jan-Olof Bohlin pour copilote);
- Triple vainqueur du rallye Škoda, en 1977, 1979 et 1980, toujours sur 130 RS.